# Logis de la Cousinière
Le Logis de la Cousinière est un manoir situé à Saint-Brice, en France.

## Localisation
Le monument est situé dans le département français de l'Orne, à 500 m au sud du petit bourg de Saint-Brice.

## Architecture
Les façades et les toitures, l'escalier intérieur avec sa rampe en bois, le salon et la salle à manger au rez-de-chaussée ainsi que deux chambres au premier étage avec leur décor de boiseries du bâtiment Louis XV sont inscrits au titre des monuments historiques depuis le 21 février 1974.